# داخسبرگ
داخسبرگ (به آلمانی: Dachsberg) یک شهر در آلمان است که در والدسهوت واقع شده‌است. داخسبرگ ۱٬۴۱۱ نفر جمعیت دارد.